# جنيفر أندرسون
جنيفر أندرسون (بالإنجليزية: Jennifer Anderson)‏ هي دبلوماسية بريطانية، ولدت في 16 نوفمبر 1968.